# Výrobní šarže
Výrobní šarže označuje především ve strojní výrobě konkrétní série kusů, jež byly vyrobeny ze stejného materiálu a při stejném nastavení stroje. Proto mají kusy jedné šarže prakticky identické vlastnosti.
Pokud je dodávka materiálu závadná, případně dojde k chybnému nastavení stroje, výrobní šarže umožňuje snadno identifikovat závadnou sérii produktů. 